# Сен-Мар-ан-От
Сен-Мар-ан-От (фр. Saint-Mards-en-Othe) — коммуна во Франции, находится в регионе Шампань — Арденны. Департамент — Об. Входит в состав кантона Экс-ан-От. Округ коммуны — Труа.
Код INSEE коммуны — 10350.
Коммуна расположена приблизительно в 135 км к юго-востоку от Парижа, в 100 км юго-западнее Шалон-ан-Шампани, в 25 км к юго-западу от Труа.

## Население
Население коммуны на 2008 год составляло 648 человек.
| 1962 | 1968 | 1975 | 1982 | 1990 | 1999 | 2008 |
| ---- | ---- | ---- | ---- | ---- | ---- | ---- |
| 671  | 693  | 575  | 556  | 513  | 543  | 648  |

## Администрация
| Период | Период | Фамилия        | Партия | Примечания |
| ------ | ------ | -------------- | ------ | ---------- |
| 2001   | 2008   | Дани Монье     |        |            |
| 2008   |        | Лионель Бертен |        |            |

## Экономика
В 2007 году среди 388 человек в трудоспособном возрасте (15—64 лет) 274 были экономически активными, 114 — неактивными (показатель активности — 70,6 %, в 1999 году было 60,2 %). Из 274 активных работали 236 человек (140 мужчин и 96 женщин), безработных было 38 (20 мужчин и 18 женщин). Среди 114 неактивных 19 человек были учениками или студентами, 49 — пенсионерами, 46 были неактивными по другим причинам.

## Фотогалерея
- Церковь
- Карта коммуны